# Jim Knopf und die Wilde 13 (Film)
Jim Knopf und die Wilde 13 ist eine Realverfilmung des gleichnamigen Kinderbuchs von Michael Ende und die Fortsetzung des Films Jim Knopf und Lukas der Lokomotivführer aus dem Jahr 2018. Die Regie führte erneut Dennis Gansel.

## Handlung
Der Film beginnt auf der Insel Lummerland, auf der Jim Knopf und Lukas der Lokomotivführer sich danach sehnen, mit ihren Lokomotiven Emma und Molly eine abenteuerliche Reise anzutreten. Immer noch plagen Jim die Fragen nach seiner Vergangenheit und seinen Eltern. Als König Alfons der Viertel-vor-Zwölfte den Bewohnern von Lummerland sein Anliegen nahebringt, dass die Insel einen Leuchtturm benötigt, begeben sich Jim und Lukas auf eine erneute Reise, um ihren Freund, den Scheinriesen Tur Tur, für diese Aufgabe anzuheuern, der durch seine immense Größe, die jedoch bloß aus der Ferne zu erkennen ist, mit einer Laterne in der Hand, ein geeigneter Kandidat für diese Aufgabe wäre.
Auf dem Meer treffen sie die Meerjungfrau Sursulapitschi, für die Jim und Lukas den kaputten Gurumusch-Magneten reparieren. Mit zwei magnetischen Steinen gelingt es Lukas, die Lokomotive Emma flugtüchtig umzubauen. Aufgrund des magnetischen Berges müssen die beiden Jims Lokomotive Molly zurücklassen, versprechen der Meerjungfrau jedoch, zurückzukehren und einen Wächter für den mächtigen Magneten zu suchen, der diesen bei Bedarf für herankommende Schiffe an- und ausschalten kann.
In der Wüste treffen die beiden auf Herrn Tur Tur, in dessen Haus sich der Halbdrache Nepomuk, den Jim und Lukas bereits kennen, eingenistet hat. Sie überzeugen den verängstigten Tur Tur, dass von dem kleinen Halbdrachen keine Gefahr ausgeht und können ihn von der Idee begeistern, der neue Leuchtturmwächter von Lummerland zu werden. Für Nepomuk, welcher von den anderen Drachen in Kummerland verstoßen wurde, finden sie auch eine Aufgabe und schlagen ihn als Wächter des Magnetfelsens vor. Mit Tur Tur und Nepomuk reisen Jim und Lukas zurück zum Gurumusch-Magneten und stellen Nepomuk der Meerjungfrau Sursulapitschi vor. Mithilfe Nepomuks kann diese den Kristall der Ewigkeit finden, nach welchem Sursulapitschi auf der Suche war, um endlich ihren Geliebten heiraten zu können. Jim und Lukas verabschieden sich, während Nepomuk die Aufgabe des Wächters übernimmt und Herr Tur Tur von einer Kutsche von Seepferdchen nach Lummerland gebracht wird.
Jim und Lukas machen sich auf den Weg nach Mandala und treffen dort Frau Mahlzahn, welche inzwischen zum goldenen Drachen der Weisheit geworden ist. Von ihr bekommen sie die Botschaft, die Piratenbande der Wilden 13 aufzusuchen, um hinter das Geheimnis von Jims Vergangenheit zu kommen.
Mit einem Schiff brechen Jim, Lukas und die Prinzessin Li Si als blinder Passagier auf, werden auf offener See jedoch von der Wilden 13 angegriffen und entführt. Nur Jim kann ungesehen von den Piraten fliehen und seine Freunde in der Festung der Wilden 13, dem Land, das nicht sein darf, befreien. Dort nimmt sich Jim, nachdem er sich an die Worte des Drachen der Weisheit erinnert, den Stern des Piratenhauptmanns, welchen ihn als solchen kennzeichnet und erfährt, während er die Wilde 13 belauscht, dass er einst in einem Binsenkörbchen von den Piraten gefunden wurde, und diese ihn fälschlicherweise nicht nach Kummerland (die Stadt der Drachen) zum Drachen Mahlzahn, sondern nach Lummerland geschickt haben. Als die Wilde 13 das Fehlen des Sterns bemerken, geraten die Piraten in einen Streit und Jim gelingt es, nachdem sie sich bewusstlos geprügelt haben, die Wilde 13 zu fesseln. In der Schatzkammer der Piraten findet Jim ein Bild seiner Eltern sowie Zepter und Krone und erfährt, dass er in Wahrheit der Prinz Myrrhen von Jamballa ist. Die Wilde 13 erkennt Jim als ihren neuen Anführer an und lassen sich von ihm individuelle Namen geben, woraufhin sie erfahren, dass sie eigentlich bloß 12 Brüder sind. Ihre neuen Namen basieren jeweils auf einem Buchstaben, den die Piraten schreiben können.
Durch einen Rat des Drachen der Weisheit fluten die Piraten ihre Festung (alle 12 Tore müssen gleichzeitig geöffnet werden) und lassen sie im Meer versinken, damit unter Lummerland das versunkene Königreich Jamballa emporsteigen kann. Zurück in Lummerland nehmen die Bewohner der Insel die Wilde 13 in ihrer Mitte auf und lassen sich von Herrn Ärmel in Lesen, Schreiben und Rechnen, sowie in allgemeinen Gepflogenheiten und Benehmen unterrichten. Herr Tur Tur hat inzwischen seinen Dienst als Leuchtturmwärter angetreten und ist nun ebenfalls fester Bestandteil von Lummerland.

## Produktion
Trotz des Misserfolgs von Jim Knopf und Lukas der Lokomotivführer – der Film wurde von etwa zwei Millionen Menschen im Kino gesehen und spielte bei einem Budget von 25 Millionen Euro etwa 10 Millionen Euro ein – wurde rasch mit Jim Knopf und die Wilde 13 eine Fortsetzung angekündigt. Grund hierfür war, dass Jim Knopf und Prinzessin Li Si durch zwei Kinder, Solomon Gordon und Leighanne Esperanzate, verkörpert wurden, die noch im richtigen Alter waren, um in ihre Rollen zurückzukehren. Auch die restlichen Darsteller aus dem Vorgängerfilm kehrten zurück. Ebenfalls wurde Set-Material wie die Lok Emma erneut verwendet. Die sieben Tonnen schwere Lok kostete zwischen 200.000 und 300.000 Euro.
Die Dreharbeiten starteten am 4. März 2019 und fanden in Südafrika und in den Babelsberger Filmstudios statt. Dort wurde unter anderem das Set von Lummerland nachgebaut. Allein in Babelsberg waren am Set etwa 200 Menschen an den Dreharbeiten beteiligt. Alle Seeräuber der Wilden 13 wurden von Rick Kavanian gespielt, sodass laut Regisseur Dennis Gansel die zwölf Mitglieder möglichst „gleich“ sind „und sich trotzdem voneinander unterscheiden“. Während der Dreharbeiten standen hinter Kavanian elf Statisten mit Maske. Ihre Gesichter wurden bei der Postproduktion durch Kavanians ersetzt, dessen Aufnahmen am Computer zusammengefügt wurden. Die Dreharbeiten wurden im Mai 2019 abgeschlossen. Gedreht wurde auf Deutsch sowie passagenweise mit englischsprachigen Schauspielern wie Solomon Gordon auf Englisch.
Der Film wurde mit einem Budget von 20 Millionen Euro gedreht. In der Budgetplanung waren für die visuellen Effekte 5,7 Millionen Euro, also mehr als ein Viertel der Produktionskosten, einkalkuliert. Eine Million Euro stammen aus den FilmFernsehFonds Bayern. Unter anderem deshalb fand später ein Großteil der Postproduktion in München statt. Darüber hinaus fand sie in Berlin und Stuttgart statt. Dabei waren rund fünf VFX-Unternehmen mit jeweils anderen Schwerpunkten an der Postproduktion beteiligt, die in etwa 500 Einstellungen digitale Animationen ergänzten. Die Firma Scanline baute dabei die fiktive Insel Lummerland nach und das Unternehmen Trixter animierte den Halbdrachen Nepomuk.
Verantwortlich für die Postproduktion waren Elke Andreas-Möller, die sich unter anderem für die Budgetplanung und die Abstimmung der Arbeitsabläufe kümmerte, und Frank Schlegel, der für die Koordination und die Gestaltung der visuellen Effekte verantwortlich war. Aufgrund der COVID-19-Pandemie beteiligte sich Regisseur Dennis Gansel an der Postproduktion ab März 2020 über das Home Office in Berlin.
Wie beim ersten Teil wurde auch hier die von Ralf Wengenmayr komponierte Filmmusik erneut vom Deutschen Filmorchester Babelsberg, eingespielt unter der Leitung von Gregor A. Mayrhofer.
Am 1. Oktober 2020 kam der Film in die deutschen Kinos. Der Film hatte ca. 810.000 Kinobesucher.

## Einspielergebnis
Der Film spielte bei Produktionskosten von 20 Millionen Dollar insgesamt nur 6,9 Millionen US-Dollar ein.

## Synchronisation
Der Film wurde teilweise auf Deutsch und teilweise auf Englisch gedreht, da einige Darsteller, wie Solomon Gordon oder Leighanne Esperanzate, kein Deutsch sprachen. Daher musste ein Teil des Films synchronisiert werden. Außerdem gibt es einige animierte Figuren, wie Nepomuk oder Frau Mahlzahn, die ebenfalls synchronisiert werden mussten.
| Rolle                                        | Darsteller            | Synchronsprecher     |
| -------------------------------------------- | --------------------- | -------------------- |
| Jim Knopf                                    | Solomon Gordon        | Serafin Mishiev      |
| Prinzessin Li Si                             | Leighanne Esperanzate | Hedda Erlebach       |
| Ping Pong                                    | Eden Gough            | Franz Hagn           |
| Pung Ging (Kaiser von Mandala)               | Kao Chenmin           | Fred Maire           |
| Nepomuk                                      | –                     | Michael Bully Herbig |
| Frau Mahlzahn / Goldener Drache der Weisheit | –                     | Judy Winter          |
| Erzähler                                     | –                     | Thomas Fritsch       |

## Auszeichnungen
World Soundtrack Awards 2021
- Nominierung für den Public Choice Award (Ralf Wengenmayr und Marvin Miller)[12]

## Trivia
Mit Unterstützung der Europäischen Union wurde der Film auf Tetum, der Landessprache Osttimors synchronisiert und wurde im Mai 2023 auf dem Dili International Film Festival gezeigt.